# Autoinjektor

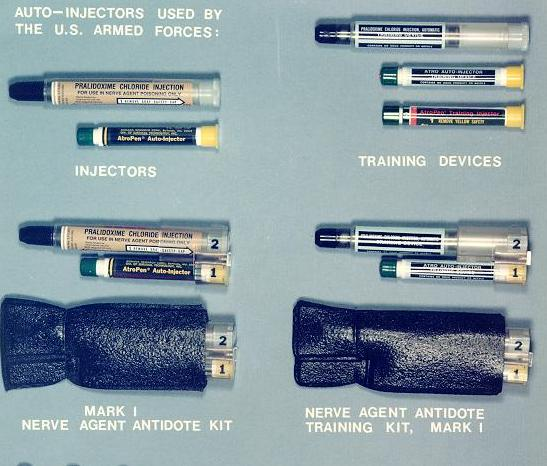
Autoinjektorer från amerikanska försvaret, inklusive övningsutrustning.

Autoinjektor är en utrustning för injektioner som skall utföras av personer som inte har medicinsk utbildning, särskilt i akuta situationer. Autoinjektorn innehåller en spänd spiralfjäder och en förfylld ampull med den vätska som ska injiceras. På ampullen sitter en kanyl som skyddas av en kåpa. 
Autoinjektorn används genom lossa eventuell säkring, placera autoinjektorn på en lämplig plats på kroppen (en större muskel) och lösa ut fjädern. Fjädern trycker då ut kanylen genom kåpan in i muskeln och injicerar vätskan under loppet av några sekunder. 
Autoinjektor ingår i utrustning för skydd mot nervgaser, och finns med motmedel mot allergichock. Även andra mediciner kan ges med autoinjektor.